# Валентин (роман)
«Валентин» (англ. Valentine) — триллер американского писателя Тома Саважа, впервые опубликованный в декабре 1999 года. По мотивам книги был снят фильм «День Святого Валентина», вышедший в 2001 году. В отличие от экранизации, имя убийцы не указано в романе — он лишь носит маску Купидона.

## Сюжет
Казалось, что у Джиллиан Балбот есть всё: уютный дом в Гринвич-Виллидж, узкий круг близких друзей, красивый и страстный любовник, сделавший ей предложение, блестящая карьера автора триллеров-бестселлеров — её читают тысячи поклонников, но девушка всегда была далека от тех ужасов, которые описывала в своих произведениях. До этих пор… Где-то в глубинах Нью-Йорка кто-то наблюдает за ней. Следит за каждым её шагом, знает каждый её страх, даже несмотря на то, что она сама его ещё не осознала. Он предан и влюблён в неё — оставляя письма в почтовом ящике, подарки на пороге дома, сообщения на автоответчике. Его мотивы также загадочны, как и имя, которое он себе дал — Валентин. Однако, несмотря на это — его намерения ясны и жестоки. Ужас и страх в жизни Джилл лишь только начались. Где бы она не спряталась — он найдёт её. Вскоре она повстречается с ним в день страшного суда, день его триумфа, её последний день… День Святого Валентина.

## Экранизация
1 февраля 2001 года состоялась премьера фильма «День Святого Валентина», снятого по мотивам романа. Режиссёр картины — Джейми Блэнкс, авторы сценария — автор книги, Том Саваж, Донна и Вейн Пауэрсы. Роли исполнили — Дэвид Борианаз, Марли Шелтон, Дениз Ричардс, Джессика Кэпшоу, Джессика Коффил и Кэтрин Хайгл.
Общие кассовые сборы фильма «День Святого Валентина» составили $36 684 136. Критики назвали фильм «довольно скучным и неинтересным», что было подтверждено провалом фильма в прокате, лишь окупившим свой бюджет, но не принёсшим большой прибыли. На сайте Rotten Tomatoes картина набрала всего лишь 14 % от зрителей и 9 % от критиков.